# David Miedema
Roi David Miedema (* 17. September 1989 in Eindhoven) ist ein niederländischer Schachspieler.

## Leben
Früher war er als Roi Miedema bekannt. Seit April 2010 benutzt er seinen zweiten Vornamen David. Das Schachspielen lernte er von seinem Vater.
Vereinsschach spielte Miedema in den Niederlanden zuerst für Eindhoven, in der Saison 2009/10 in der niederländischen Meesterklasse („Meisterklasse“, 1. Liga) für Schrijvers Rotterdam und von 2010 bis 2014 spielt er für den HMC Calder Den Bosch. Von dort wechselte er zum UVS Nijmegen, der in der Saison 2014/15 in der Klasse 2, der dritthöchsten niederländischen Spielklasse antrat. In Frankreich spielt er für den nordfranzösischen Verein A.J.E. Noyon. In Belgien spielte er für den ostflandrischen Verein Boey Temse, der nach Jozef Boey benannt ist, danach wechselte er zum KSK Rochade Eupen-Kelmis. In der Saison 2019/20 spielte er für den Koninklijke Gentse Schaakkring Ruy Lopez. In Deutschland spielte er für den SC-HP Böblingen; ab der Saison 2010/11 war er Mitglied der SG Porz, seit der Saison 2015/16 spielt er für die Düsseldorfer SK 1914/25.

## Erfolge
2002 gewann er die niederländische U15-Meisterschaft im Schnellschach. Im August 2008 wurde er Zweiter, punktgleich mit dem Sieger Vincent Rothuis, bei der offenen niederländische Jugendmeisterschaft, die in der Universität Twente in Enschede ausgetragen wurde.
Seine erste Norm zum Titel Internationaler Meister erzielte er beim Infomart GfK Open in Hilversum im April 2008, seine zweite IM-Norm beim 13. Neckar-Open im April 2009 in Deizisau, bei dem er unter anderem Alexander Graf besiegen konnte, die abschließende IM-Norm bei der Niederländischen Einzelmeisterschaft im September 2009 in Haaksbergen. Der Titel wurde ihm im Oktober 2009 verliehen. Beim Dutch Open in Dieren im Juli 2009 belegte er hinter Erwin l’Ami den zweiten Platz. Beim 14. Neckar-Open 2010 wurde er Dritter; er erzielte dort mit seiner Leistung eine GM-Norm.

## Veröffentlichungen
- The Modernized French Defense - Vol. 1. The Winawer. Thinker’s Publishing, Nevele 2019, ISBN 978-94-92510-49-5.
- The Modernized French Defense - Vol. 2. Against the Tarrasch. Thinker’s Publishing, Nevele 2020, ISBN 978-94-92510-86-0.